# Walo Gerber
Walo Niklaus Gerber (ur. 1881 w Nowym Jorku, zm. 1949 w Tunisie) – syn założyciela firmy Gerber, szwajcarski pilot.

## Życiorys
Urodził się w Nowym Jorku. Syn Niklausa Gerbera, założyciela firmy Dr.N.Gerber’s Co.m.b.H. Leipzig and Zurich. W 1915 roku przejął zarządzani rodzinną firmą, która zmieniła nazwę na Dr.N. Gerber's Söhne. Należał do Ballongruppe Zürich, a w latach 1916–1933 pełnił funkcję jego prezesa. Z jego inicjatywy powstała sekcja klubu w Zurychu. Będąc reprezentantem Szwajcarii trzykrotnie brał udział w Pucharze Gordona Bennetta. W 1912 roku zajął 4. miejsce. Następnie w 1932 zakończył zawody na pozycji 13. W 1934 podczas XXII Puchar Gordona Bennetta plasował się na miejscu piątym.
Pochowany w Zurychu na cmentarzu Sihlfeld.